# Ryssar i Ukraina

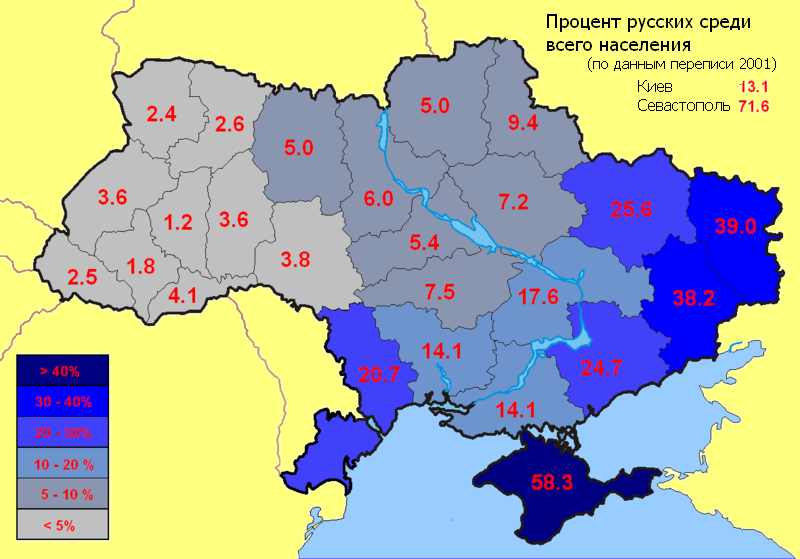
Ryssar i Ukraina, 2001.

Ryssar i Ukraina (ryska: Русские на Украине; ukrainska: Росіяни в Україні) utgör den numerärt största etniska minoriteten i Ukraina, liksom den största gruppen ryssar utanför Ryssland. Enligt den ukrainska folkräkningen 2001 uppgav 8 334 100 ukrainare att de identifierar sig som etniska ryssar (17,3 procent av Ukrainas befolkning).
Under sovjettiden ökade antalet ryssar i Ukraina, från 2,6 miljoner 1926 till 11,3 miljoner 1989, och efter Ukrainas självständighet har deras antal stadigt minskat.

## Historisk utveckling
- 1926  — 2 677 166 eller 9,23 %,[2][3]
- 1939 — 4 175 299 eller 13,49 %,[4][3]
- 1959 — 7 090 813 eller 16,94 %,[5]
- 1970 — 9 126 331 eller 19,37 %,[6]
- 1979 — 10 471 602 eller 21,11 %,[7]
- 1989 — 11 355 582 eller 22,07 %.[8]
- 2001 — 8 334 100 eller 17,3 %.[1]